# Poloweltmeisterschaft 1995
Die IV. Poloweltmeisterschaft fand 1995 in St. Moritz (Schweiz) statt. Ausrichtender Verein war der St. Moritz Polo Club.
| Platz | Land | Sportler                                                                        |
| ----- | ---- | ------------------------------------------------------------------------------- |
| 1     | BRA  | Olavo Novaez, Ubajara Andrade Eduardo Junqueira, Luiz C. Figuera de Mello       |
| 2     | ARG  | Gonzalo von Wernicke, Lucas Monteverde Javier Novillo Astrada, Ignacio Figueras |
| 3     | MEX  |                                                                                 |
| 4     | ENG  |                                                                                 |
| 5     | IND  |                                                                                 |
| 6     | SUI  |                                                                                 |

Finale

Brasilien – Argentinien 11-10